# Knooppunt Gasperich
Knooppunt Gasperich (Frans: Croix de Gasperich, Duits:Gaspericher Kreuz, Luxemburgs:Gaasperecher Kräiz) is een verkeersknooppunt in Luxemburg. Hier kruist de A3 richting Luxemburg en Metz met de A1 richting Trier en de A6 richting Aarlen. Het knooppunt is uitgevoerd als een klaverturbine, waarbij de turbinebogen vanaf Trier naar Metz en vanaf Metz naar Aarlen lopen. Het is vernoemd naar de nabijgelegen wijk Gasperich van de stad Luxemburg. 
Knooppunt Gasperich vormt voor Luxemburg een belangrijke schakel in het internationale wegennet. Drie belangrijke verbindingswegen komen hier samen, namelijk de A6 voor verkeer richting België, de A1 voor verkeer richting Duitsland en de A3 voor verkeer richting Frankrijk. Bovendien is er sprake van spitsverkeer vanwege de vele forenzen die vanuit met name België en Frankrijk de stad Luxemburg in moeten, met name naar het nabijgelegen bedrijventerrein La Cloche d'Or.
| Aansluitende wegen               | Aansluitende wegen            | Aansluitende wegen          | Aansluitende wegen | Aansluitende wegen |
| -------------------------------- | ----------------------------- | --------------------------- | ------------------ | ------------------ |
|                                  |                               | richting Luxemburg          |                    |                    |
|                                  |                               |                             |                    |                    |
| richting Aarlen / Luik / Brussel | richting Grevenmacher / Trier |                             |                    |                    |
|                                  |                               |                             |                    |                    |
|                                  |                               | richting Metz / Saarbrücken |                    |                    |

Bettembourg · Cessange · Esch · Gasperich · Grünewald · Lankelz